# Variante theta del SARS-CoV-2
La variante theta, también conocida como linaje P.3, es una de las variantes del SARS-CoV-2, el virus que causa la enfermedad de COVID-19. La variante se identificó por primera vez en Filipinas  el 18 de febrero de 2021, cuando se detectaron dos mutaciones preocupantes en Bisayas Centrales. Posteriormente, fue detectada en Japón el 12 de marzo de 2021, cuando un viajero de Filipinas llegó al Aeropuerto Internacional de Narita en Tokio.
Al igual que las variantes sudafricana y brasileña, la variante theta es más resistente a los anticuerpos neutralizantes, incluidos los obtenidos mediante la vacunación. Bajo el esquema de nomenclatura simplificado propuesto por la Organización Mundial de la Salud, P.3 se ha etiquetado como variante Theta y se considera una variante de interés, pero aún no una variante de preocupación.

## Historia
El 18 de febrero de 2021, el Departamento de Salud de Filipinas confirmó la detección de dos mutaciones de COVID-19 en Bisayas Centrales después de que se enviaran muestras de pacientes para someterse a la secuenciación del genoma. Posteriormente, las mutaciones se denominaron E484K y N501Y, que se detectaron en 37 de 50 muestras, y ambas mutaciones coexistieron en 29 de ellas. No había nombres oficiales para las variantes y aún no se había identificado la secuencia completa. El 12 de marzo de 2021 Japón detectó la variante en un viajero de Filipinas y un día después el Departamento de Salud de ese país confirmó que las mutaciones constituían una nueva variante, que fue designada como linaje P.3.
El 17 de marzo de 2021, el Reino Unido confirmó sus dos primeros casos, en un inicio denominados como VUI-21MAR-02. El 30 de abril de 2021, Malasia detectó 8 casos de linaje P.3 en Sarawak. Aunque no se determinaron estudios suficientes para determinar que esta variante era más contagiosa, si demostró ser más resistente a las vacunas. La variante Theta alcanzó 24 países y se especula, a corte del 10 de octubre de 2021, que los casos confirmados esparcidos dentro de estos territorios oscila entre los 339 y los 488.

## Estadísticas
| Casos por país (al 30 de octubre de 2021) | Casos por país (al 30 de octubre de 2021) | Casos por país (al 30 de octubre de 2021) | Casos por país (al 30 de octubre de 2021) | Casos por país (al 30 de octubre de 2021) |
| País                                      | Casos confirmados                         | Casos confirmados                         | Casos confirmados                         | Casos confirmados                         |
| ----------------------------------------- | ----------------------------------------- | ----------------------------------------- | ----------------------------------------- | ----------------------------------------- |
|                                           | PANGOLIN                                  | outbreak.info                             | Regeneron                                 | Otras fuentes                             |
| Filipinas                                 | 450                                       | 516                                       | 516                                       | 461                                       |
| Estados Unidos                            | 17                                        | 17                                        | 17                                        |                                           |
| Alemania                                  | 11                                        | 11                                        | 11                                        |                                           |
| Malasia                                   | 10                                        | 10                                        | 10                                        | 13                                        |
| Reino Unido                               | 9                                         | 9                                         | 9                                         | 10                                        |
| Japón                                     | 7                                         | 8                                         | 8                                         |                                           |
| Países Bajos                              | 7                                         | 7                                         | 7                                         | 4                                         |
| Canadá                                    | 5                                         | 5                                         | 5                                         |                                           |
| Australia                                 | 3                                         | 4                                         | 4                                         |                                           |
| Bélgica                                   | 3                                         | 3                                         | 3                                         |                                           |
| China                                     | 3                                         | 14                                        | 18                                        |                                           |
| Guam                                      | 3                                         | 3                                         | 3                                         |                                           |
| Nueva Zelanda                             | 3                                         | 3                                         | 3                                         |                                           |
| Noruega                                   | 3                                         | 3                                         | 3                                         |                                           |
| Singapur                                  | 3                                         | 3                                         | 3                                         |                                           |
| Angola                                    | 2                                         | 2                                         | 2                                         |                                           |
| Corea del Sur                             | 2                                         | 2                                         | 2                                         |                                           |
| Suecia                                    | 2                                         | 2                                         | 2                                         |                                           |
| Finlandia                                 | 1                                         | 1                                         | 1                                         |                                           |
| Total:                                    | 544                                       | 623                                       | 627                                       | 488                                       |